# Fürstenland
Das Fürstenland ist eine Landschaft in der Ostschweiz. Sie umfasst ungefähr die heutigen Wahlkreise Wil, St. Gallen (ohne die damalige Stadt St. Gallen) und Rorschach des Kantons St. Gallen. Die Bezeichnung rührt daher, dass dieses Gebiet – auch als Alte Landschaft bezeichnet – bis 1798 den Kern der Territorialherrschaft der Fürstabtei St. Gallen bildete.

## Begriff
Die Bezeichnung «Alte Landschaft» für das Gebiet zwischen Rorschach und Wil SG erschien erstmals 1580 in Urkunden. Der Name entstand wohl erst durch die Erwerbung der Grafschaft Toggenburg durch die Fürstabtei St. Gallen. Deren altes Kernland wurde damit zur Alten Landschaft. Der Begriff Fürstenland für dasselbe Gebiet ist erst ab dem 18. Jahrhundert nachzuweisen und lehnt sich an die fürstliche Stellung der Äbte des Klosters St. Gallen an.

## Gliederung und Grenzen

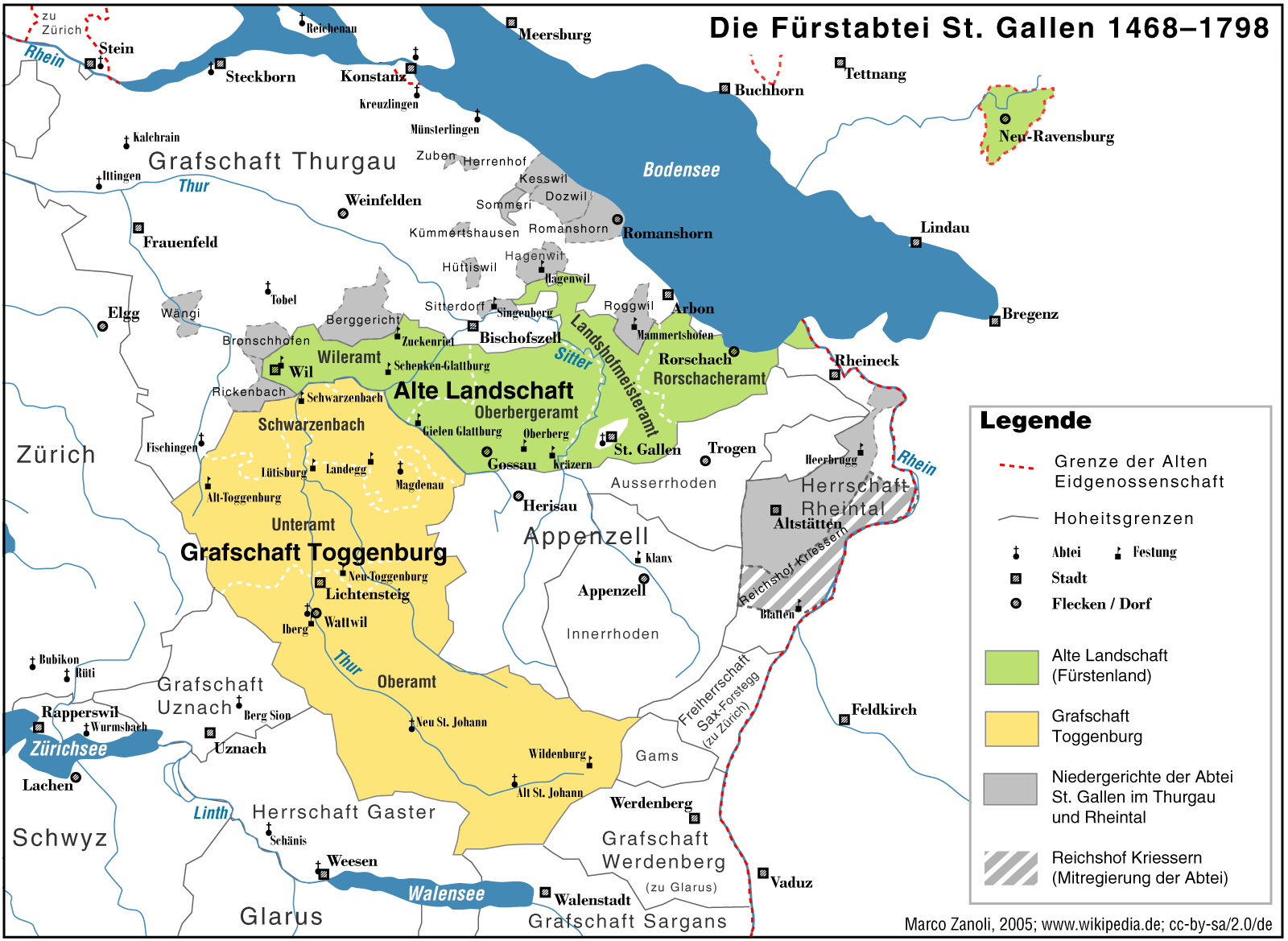
Der St. Galler Klosterstaat 1468–1798

Die Alte Landschaft gliederte sich in ein Ober- und ein Unteramt. Das Unteramt wurde auch als Wileramt bezeichnet. Das Oberamt umfasste das Landshofmeisteramt, das Oberbergeramt und das Rorschacheramt, zu dem auch die Exklave Altenrhein gehörte, und das nicht zum Fürstenland gehörende Romanshorneramt. Die im Spätmittelalter geltenden örtlichen Rechtsordnungen hatte Abt Ulrich Rösch in Offnungen festhalten lassen.
Die Niedergerichte und Hauptmannschaften der Alten Landschaft sind in den einzelnen Artikel der Ämter des Fürstenlands aufgelistet.
Bereits 1458 bis 1460 war die Grenze zu Appenzell fixiert worden. Die Grenze zum Toggenburg, hauptsächlich durch Thur und Glatt gebildet, wurde bereits 1471 festgehalten. Die Grenzziehung zum Thurgau erfolgte nach dem Schwabenkrieg 1499. Gegen das Rheintal bildete der Markbach östlich von Wartensee die Grenze. Einzelne fürstäbtliche Hoheitsrechte wie Appellation, Huldigung und zum Teil das Mannschaftsrecht blieben allerdings auch ausserhalb der Alten Landschaft in den thurgauischen und rheintalischen Niedergerichten erhalten.

## Geschichte

Uniform der fürstäbtischen Mannschaft

Die Anfänge der weltlichen Herrschaft der Abtei St. Gallen gehen zurück auf die 818 von Kaiser Ludwig dem Frommen erlangte Immunität. In der Folgezeit wurde die hohe Gerichtsbarkeit von klösterlichen Kastvögten ausgeübt, die, nachdem die Kastvogtei 1180 durch Erbgang zur Reichsvogtei geworden war, nicht mehr in einem unmittelbaren Abhängigkeitsverhältnis zur Abtei standen. Abt Ulrich Rösch erwarb sämtliche Hochgerichte der Abtei in der Alten Landschaft und begann, die fürstäbtischen Herrschaftsrechte zu vereinheitlichen. Rorschach, St. Fiden, Gossau und Wil wurden Hochgerichtsstätten. Diese Entwicklung führte zur Bildung der frühneuzeitlichen Territorialherrschaft des Fürstabts von St. Gallen.
Im Jahre 1512 erhielt die Alte Landschaft von Papst Julius II. eigens einen wertvollen «Juliusbanner» für die 1508–1510 im «Grossen Pavier Feldzug» geleisteten Dienste zur Vertreibung der Franzosen. Das Kloster und die Stadt St. Gallen erhielten zudem je einen separat.
Die Bevölkerung der Alten Landschaft, die so genannten Gotteshausleute, waren mehrfach mit den Äbten von St. Gallen in Konflikte um ihre Rechtsstellung verwickelt, vor allem im Zuge der Reformation zwischen 1525 und 1531. Die Stadt Zürich versuchte die mehrheitlich der Reformation zugewandten Untertanen der Abtei unter ihre Schirmherrschaft zu nehmen. Ziel dieser Politik war die Umwandlung der Alten Landschaft in eine Gemeine Herrschaft innerhalb der schweizerischen Eidgenossenschaft. Die Niederlage der reformierten Kantone im Zweiten Kappelerkrieg setzte diesen Bestrebungen 1531 ein Ende. Die Einwohner der Alten Landschaft mussten sich wieder dem katholischen Glauben zuwenden
und die Fürstäbte herrschten hier als absolute Herren, ohne dass das Volk ein Mitspracherecht gehabt hätte.
Nach der französischen Revolution entstand eine neue Freiheitsbewegung, die 1795 im so genannten Gütlichen Vertrag mit der Abtei mündete. Der letzte Abt des Klosters St. Gallen, Pankraz Vorster, gewährte 1797 der Alten Landschaft ein eigenes Siegel und die Wahl eines Landrats. Am 4. Februar 1798 entliess das Kloster St. Gallen die Alte Landschaft schliesslich in die Unabhängigkeit und am 14. Februar fand in Gossau die konstituierende Landsgemeinde der «Freien Republik der Landschaft St. Gallen» statt, die jedoch nur knapp drei Monate bestand. Nach der Annahme der Helvetischen Verfassung im Mai 1798 wurde die Alte Landschaft in den am 12. Mai 1798 geschaffenen Kanton Säntis integriert. Nach dessen Auflösung wurde sie 1803 Teil des Kantons St. Gallen.

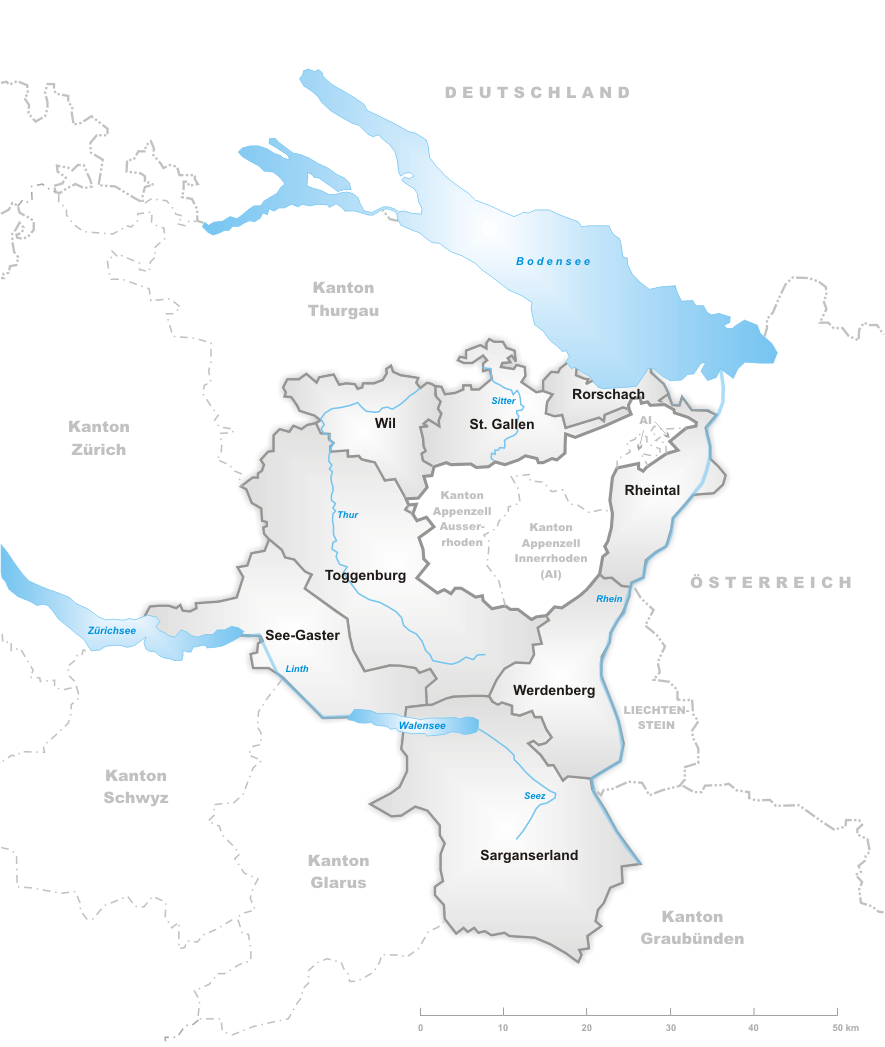
Die Wahlkreise des Kantons St. Gallen